# San Luis (Chimborazo)
San Luis ist eine Ortschaft und eine Parroquia rural („ländliches Kirchspiel“) im Kanton Riobamba der ecuadorianischen Provinz Chimborazo. Die Parroquia besitzt eine Fläche von 29,27 km². Die Einwohnerzahl lag im Jahr 2010 bei 12.002. Die Parroquia wurde am 29. Mai 1861 gegründet.

## Lage
Der 2657 m hoch gelegene Hauptort San Luis befindet sich 4 km südlich der Provinzhauptstadt Riobamba im Flusstal des Río Chibunga, ein linker Nebenfluss des Río Chambo. Die Fernstraße E46 (Riobamba–Macas) führt an San Luis vorbei. Die Parroquia San Luis wird im Osten von den Flussläufen der Quebrada Punín, Río Chibunga und Río Chambo begrenzt. Im Norden des Verwaltungsgebietes entstehen zahlreiche Vorstadtsiedlungen von Riobamba.
Die Parroquia San Luis grenzt im Norden an Riobamba, im Osten an den Kanton Chambo, im Süden an die Parroquia Punín sowie im Westen an die Parroquia Cacha.